# Заїка Віктор Васильович
Заїка Віктор Васильович (15 грудня 1951, с. Кукавка Могилів-Подільського району Вінницької області) — український лікар, поет, член Національної Спілки журналістів України.

## Життєпис
Заїка Віктор Васильович народився 15 грудня 1951 р. в с. Кукавка Могилів-Подільського району Вінницької області. Навчався в середній школі ім. В. А. Тропініна.
З 1968 по 1970 року навчався у Київському медичному училищі № 2 на фармацевтичному відділенні.
З 1970 по 1972 роки перебував на військовій службі.
У 1972 році вступив до Київського медичного інституту ім. академіка О. О. Богомольця, який закінчив за фахом лікар-педіатр. Після закінчення інституту працював у Києві, Фастові, з 1979 року живе і працює у Кагарлику. З вересня 1982 року працював заступником головного лікаря Кагарлицької центральної лікарні. Нині перебуває на пенсії.
Учасник ліквідації аварії на Чорнобильській АЕС.

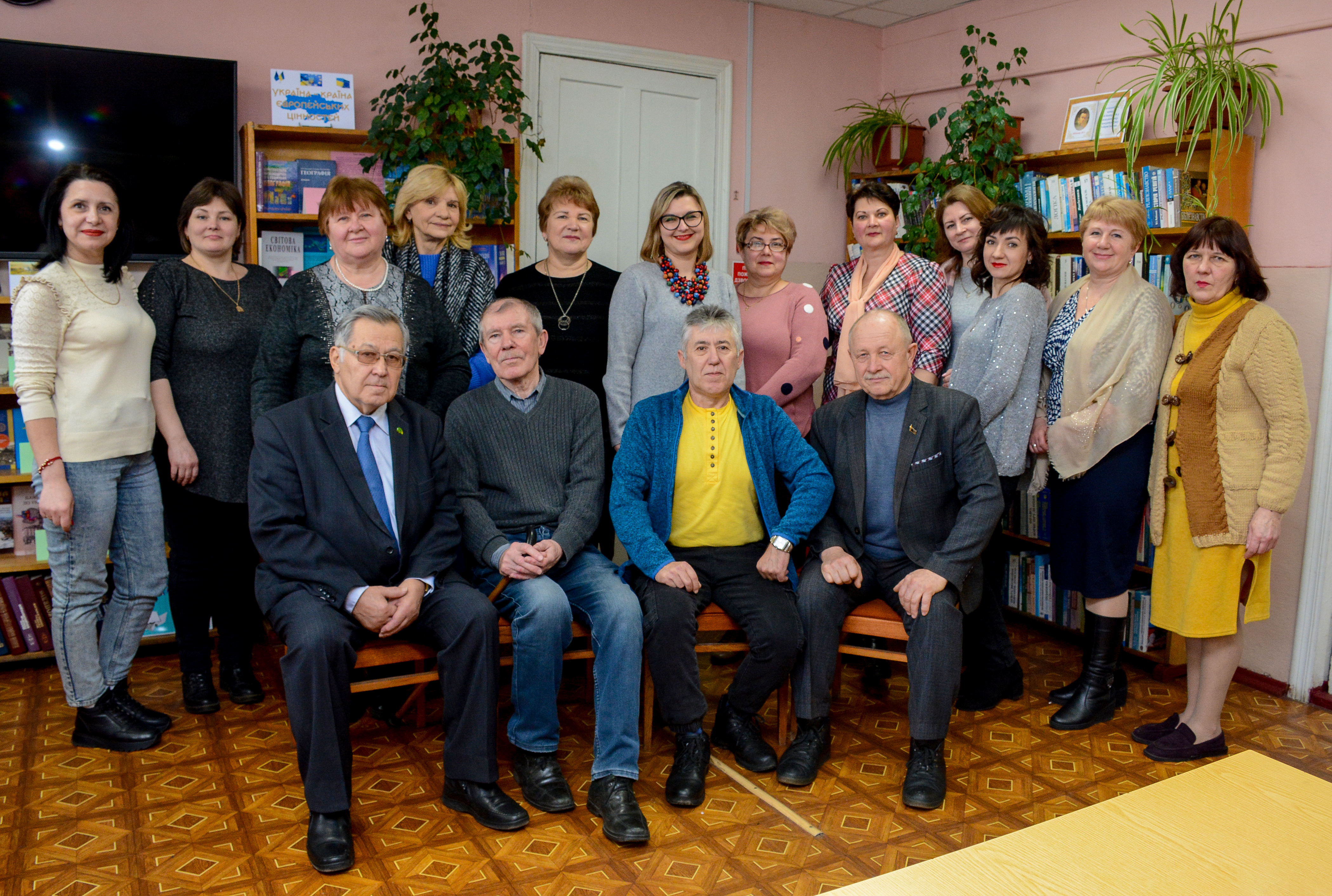
Засідання літстудії «Зорі Придніпров'я» в Центральній бібліотеці м. Кагарлик 8 лютого 2024 року

Депутат районної ради двох скликань. 3 1996 року член Національної Спілки журналістів України.

## Творчість
Перші поезії написав, навчаючись в школі. Тоді ж почав друкуватися на сторінках місцевих та державних газет.
З 1967 року член літературної студії «Наддністрянська памолодь» (Вінницька область).
Член районного літературного об'єднання «Зорі Придніпров'я» (м. Кагарлик).
У 1998 році вийшла перша збірка поезій «Вітражі».
У 2006 — у видавництві «Просвіта» вийшла друга збірка «За зорею линуть журавлі».
У 2013 році виходить книжка «На перехрестях століть» у співавторстві з Віктором Кулініченком. Це історико-краєзнавчий матеріал про зародження та становлення медицини Кагарличчини.
У 2017 році  виходить друге видання «Вітражів», виправлене і доповнене новими поезіями.
У 2021 році вийшла книжка поезій «Колиска моя калинова»
У 2022 році вийшла книжка поезій «На долонях доріг».
Вірші В. Заїки покладені на музику місцевими композиторами Олегом Даниленком та Борисом Родиною.